# ليرجيت

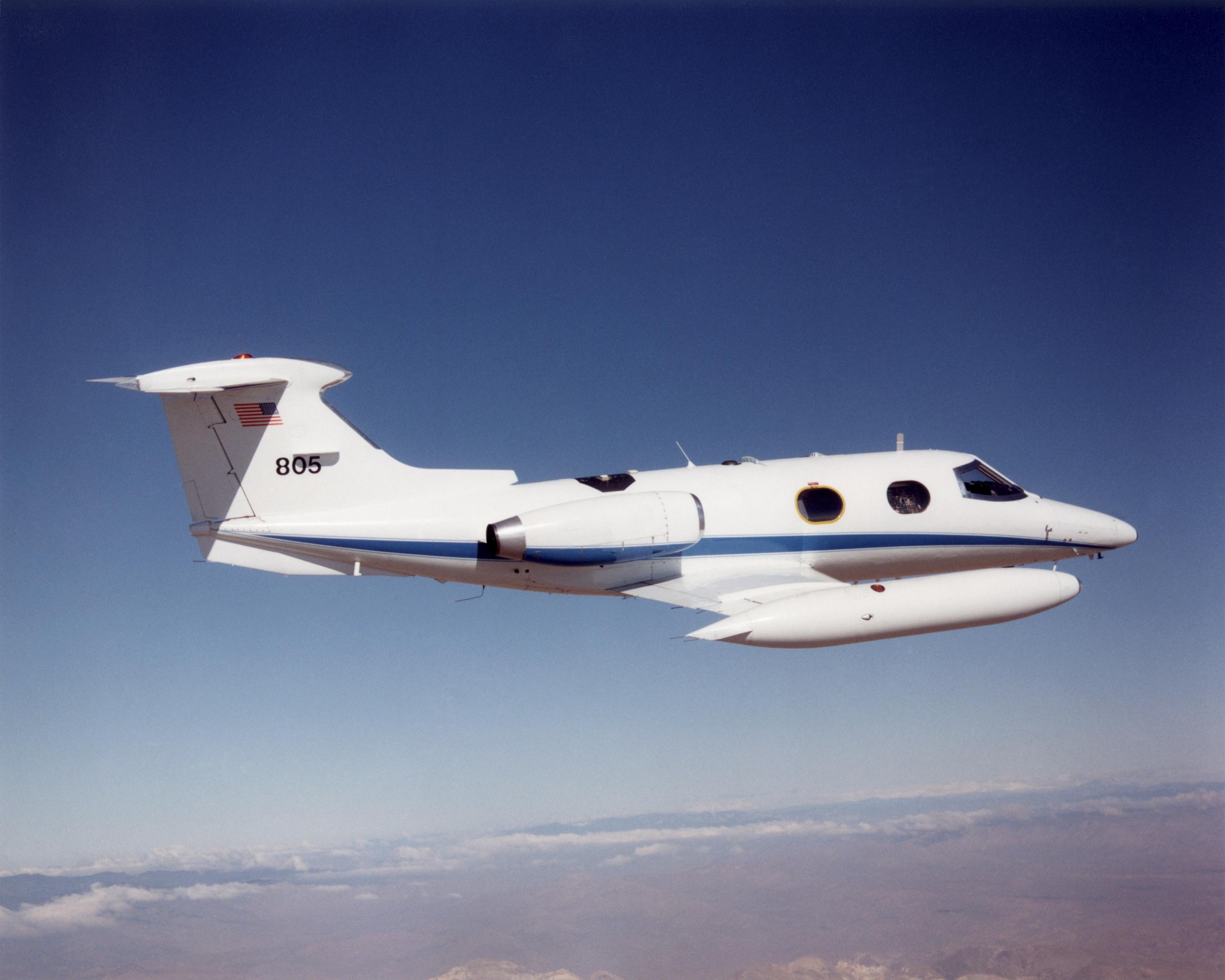
Learjet 24

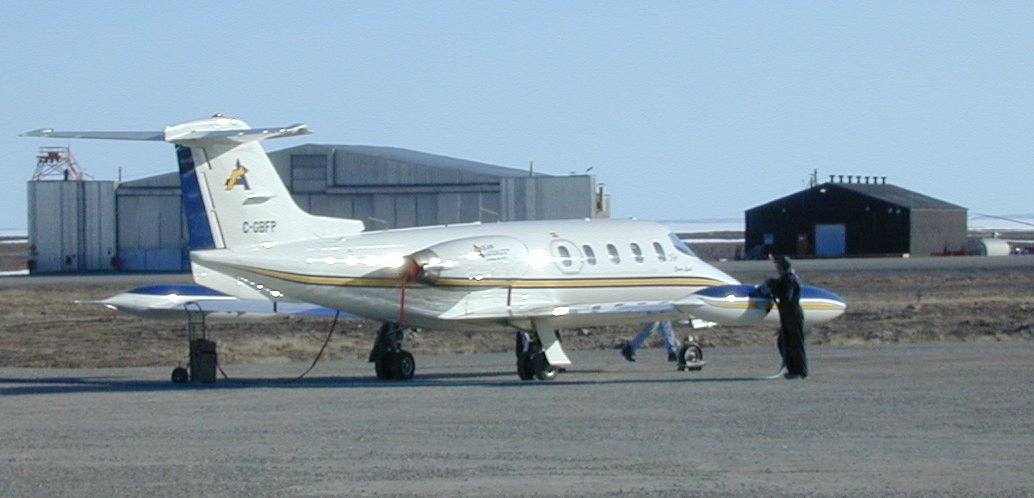
Learjet 25

ليرجيت (بالإنجليزية:Learjet) هي شركة لصناعة نفاثات الأعمال، كما تنتج الشركة طائرات ليار النفاثة للاستخدام العسكري. وقد أسس الشركة وليام باول ليار يونيور وسماها آنذاك سويس أمريكان أفييشن كوربوريشن في أواخر الخمسينات من القرن الماضي. وأصبحت الشركة الآن شركة تابعة لشركة بومباردييه إيروسبيس الكندية وهي تقوم بصناعة عائلة كاملة من طائرات بومباردييه ليرجيت.

## تاريخها
بدأت طائرة ليرجيت كطائرة مقاتلة سويسرية في منتصف الخمسينيات من القرن العشرين، وبعد إتمام اختبارها عام 1958 جاء إلى الشركة عرض لبناء 100 طائرة من نوعها. إلا أن الطلبية لم تُنفذ بكاملها حيث فشلت الطائرة الثالثة وتحطمت. قامت الشركة بعد ذلك ببناء طائرتين من هذا النوع وأوقفت إنتاجها عام 1960.
وكان تصميم الطائرة بحيث تكون في خدمة رؤساء الشركات ورجال الأعمال. ويتسم تصميم الطائرة بوجود خزانين للوقود مدببة في أطراف الجناحين، وكان جهاز الهبوط تطورا من الأجهرة المستخدمة في الطائرة الحربية. ثم انتقلت ورش صناعة الطائرة عام 1962 إلى ويشيتا كانساس حيث استقل مكتب ليرجيت مكتبا مؤقتا في سبتمبر 1962 بينما أنشئ المصنع في مطار ويشيتا. وبدأ إنتاج ليرجيت في 7 فبراير 1963. ثم تغير اسم الشركة في العام التالي وأصبح ليار جيت كوربوريشن.
وكانت الطائرة الأساسية Learjet 23 تحوي من ستة إلى ثمانية مقاعد وكانت أول طلعة لها في 7 أكتوبر 1963 وسلمت أول طائرة من هذا لنوع إلى صاحبها في أكتوبر 1964. ثم تحولت شركة ليرجيت إلى شركة في القطاع العام. وتتابع إنتاج طائرات مشابهة حيث طارت ليرجيت 24 في 24 فبراير 1966 ن ثم تبعتها ليرجيت 25 في 12 أعسطس 1966. وفي 19 سبتمبر من نفس العام تغير اسم الشركة إلى ليار جيت إندستريس إنكوربوريشن.
مرت الشركة بعد ذلك بفترات مختلفة، وعلي الأخص بعد وفاة مؤسسها عام 1978.

## انضمامها إلى بومباردييه
في 29 يونيو 1990 انضمت شركة ليرجيت كوربوريشن إلى شركة بومباردييه. وقامت بومباردييه بتحسين مستمر للطائرات.
وفي 3 أبريل 2006 قامت الطائر من نوع ليرجيت 60 إكس آر Learjet 60 XR بأول طلعة لها، وكانت الشركة في انتظار تصريح الطيران من الإدارة الفدرالية للطيران FAA في الربع الأخير لعام 2006، وبدأت الطائرة العمل الروتيني لها خلال الربع الأول لعام 2007.
وفي 16 يونيو 2006 كانت الشركة قد باعت 300 طائرة من كل نوع Learjet 45 و Learjet 60، حيث ذهبت الطائر رقم 300 من نوع ليرجيت 45 إلى الولايات المتحدة الأمريكية، بينما بيعت الطائرة رقم 300 من النوع ليار 60 إلى فنلندا.